# Etsha 6
Etsha 6 – wieś w Botswanie w dystrykcie North West. Według spisu ludności z 2011 roku wieś liczyła 3130 mieszkańców.